# Đường cao tốc S14 (Ba Lan)
Đường cao tốc S14 (tiếng Ba Lan Droga ekspresowa S14) là một con đường quan trọng trong Ba Lan mà khi hoàn thành sẽ đóng vai trò là đường tránh phía Tây của Łódź. Tổng chiều dài dự kiến là 42 km (26 mi).
Việc xây dựng 9,6 km đầu tiên phần đường tránh của Pabianice đã bắt đầu vào năm 2010. Nó đã mở trong hai giai đoạn, vào tháng 5 năm 2012 và tháng 7 năm 2012. 4,1 km đường khác mở rộng về phía nam, kết nối Đường cao tốc S14 với đường cao tốc S8. Phần đường mở rộng này đã mở cửa cho giao thông vào tháng 4 năm 2014. Cuộc đấu thầu xây dựng 27 km đường còn lại đã được mở vào ngày 2 tháng 10 năm 2015, với dự kiến hoàn thành vào khoảng năm 2019.